# Ala Tsuper
Ala Piatrouna Tsuper (en ukrainien : Алла Петрівна Цупер, en biélorusse : Ала Пятроўна Цупер, en russe : Алла Петровна Цупер), née le 16 avril 1979 à Rivne (RSS d'Ukraine),est une skieuse acrobatique biélorusse spécialisée dans les épreuves de saut acrobatique. Active dans le circuit international depuis 1996, elle gagne sa première manche de Coupe du monde en 2000. En 2014, Tsuper devient championne olympique à Sotchi lors de sa cinquième participation aux Jeux d'hiver. En 2018, elle a été le porte drapeau de la Biélorussie aux XXIIIes Jeux olympiques d'hiver.

## Palmarès

### Jeux olympiques d'hiver
| Édition/Discipline | Saut acrobatique |
| JO 1998            | 5e               |
| JO 2002            | 9e               |
| JO 2006            | 10e              |
| JO 2010            | 8e               |
| JO 2014            | Or               |
| JO 2018            | 4e               |

### Championnats du monde
- Meilleur résultat : 4e à Madonna di Campiglio en 2007.

### Coupe du monde
- Meilleur classement général : 2e en 2002.
- 1 petit globe de cristal :
  - Vainqueur du classement sauts en 2002.
- 28 podiums dont 8 victoires.